# Gedići
Gedići – wieś w Chorwacji, w żupanii istryjskiej, w gminie Tar-Vabriga. W 2011 roku liczyła 97 mieszkańców.